# Henutmira
Henutmira (fl. XIII secolo a.C.) è stata una regina egizia, sposa di Ramses II e una delle otto Grandi spose reali.
|                   |     |               |     |   |
| \| \| \| \| \| \| |     |               |     |   |
|                   |     |               |     |   |
| N5                | V28 | W24 · t · W10 | W19 | i |

| N5 | V28 | W24 · t · W10 | W19 | i |

|                   |     |               |     |   |
| \| \| \| \| \| \| |     |               |     |   |
|                   |     |               |     |   |
| N5                | V28 | W24 · t · W10 | W19 | i |

| N5 | V28 | W24 · t · W10 | W19 | i |

## Biografia
Secondo alcuni studiosi era figlia di Seti I e di sua moglie, la regina Tuia. Infatti una statua, conservata nei Musei Vaticani, che raffigura la regina in compagnia di Henutmira, fa supporre tale relazione di parentela; in questo caso Henutmira sarebbe anche stata sorella di Ramses II, del quale divenne moglie secondo la consuetudine dei sovrani egiziani.
Altri suppongono che si trattasse in realtà di una delle sue figlie, che divenne Grande sposa reale dopo la morte della madre, come ad esempio avvenne per Bintanath.
Per vivere per sempre il suo amore per Hekanakht si uccise insieme a lui.
Morì durante il 15º anno di regno del marito. È sepolta nella tomba QV75 nella Valle delle Regine. Il suo sarcofago fu riutilizzato da Hasiese, gran sacerdote e coreggente del faraone Osorkon II.